# بيتر دنيس
بيتر دنيس (بالإنجليزية: Peter Dennis)‏ هو ممثل بريطاني، ولد في 25 أكتوبر 1933 في المملكة المتحدة، وتوفي في 18 أبريل 2009 في الولايات المتحدة.

## وصلات خارجية
- بيتر دنيس على موقع IMDb (الإنجليزية)
- بيتر دنيس على موقع ألو سيني (الفرنسية)
- بيتر دنيس على موقع ميوزك برينز (الإنجليزية)
- بيتر دنيس على موقع أول موفي (الإنجليزية)
- بيتر دنيس على موقع قاعدة بيانات الأفلام السويدية (السويدية)
- بيتر دنيس على موقع قاعدة بيانات الفيلم (الإنجليزية)
- بيتر دنيس على موقع كينوبويسك (الروسية)